# Childebert II
Childebert II (570–596) was een koning uit de dynastie van de Merovingen. Hij was de opvolger van zijn vader, Sigebert I van Austrasië (vanaf 575), en van zijn adoptieve vader, Gontram van Bourgondië (vanaf 592).
Childebert was de enige zoon van Sigebert en Brunhilde. Zijn vader werd in 575 vermoord in opdracht van diens halfbroer, Chilperik I, en diens vrouw, Fredegonde. Childebert, op dat moment slechts vijf jaar oud, kon tijdig naar Austrasië gestuurd worden. Brunhilde werd gevangengenomen maar kwam weer vrij dankzij de "ongehoorzaamheid van Merovech" (576). Bij haar terugkeer nam ze het bewind over als regentes. Ze hield haar Hof te Metz. Childebert wou trouwen met een prinses uit het stamland Beieren, Theodelindis genaamd, maar onder druk van Brunhilde trouwde hij met een edelvrouwe genaamd Faileuba.
| ■ Gebied van Childebert inclusief de uitbreidingen in Aquitanië, vanaf 596 aan Theudebert II                       |
| ■ Gebied van Gontram inclusief de uitbreidingen in Aquitanië, vanaf 592 aan Childebert, vanaf 596 aan Theuderik II |
| ■ Restant van Fredegonde en Chlotharius II                                                                         |

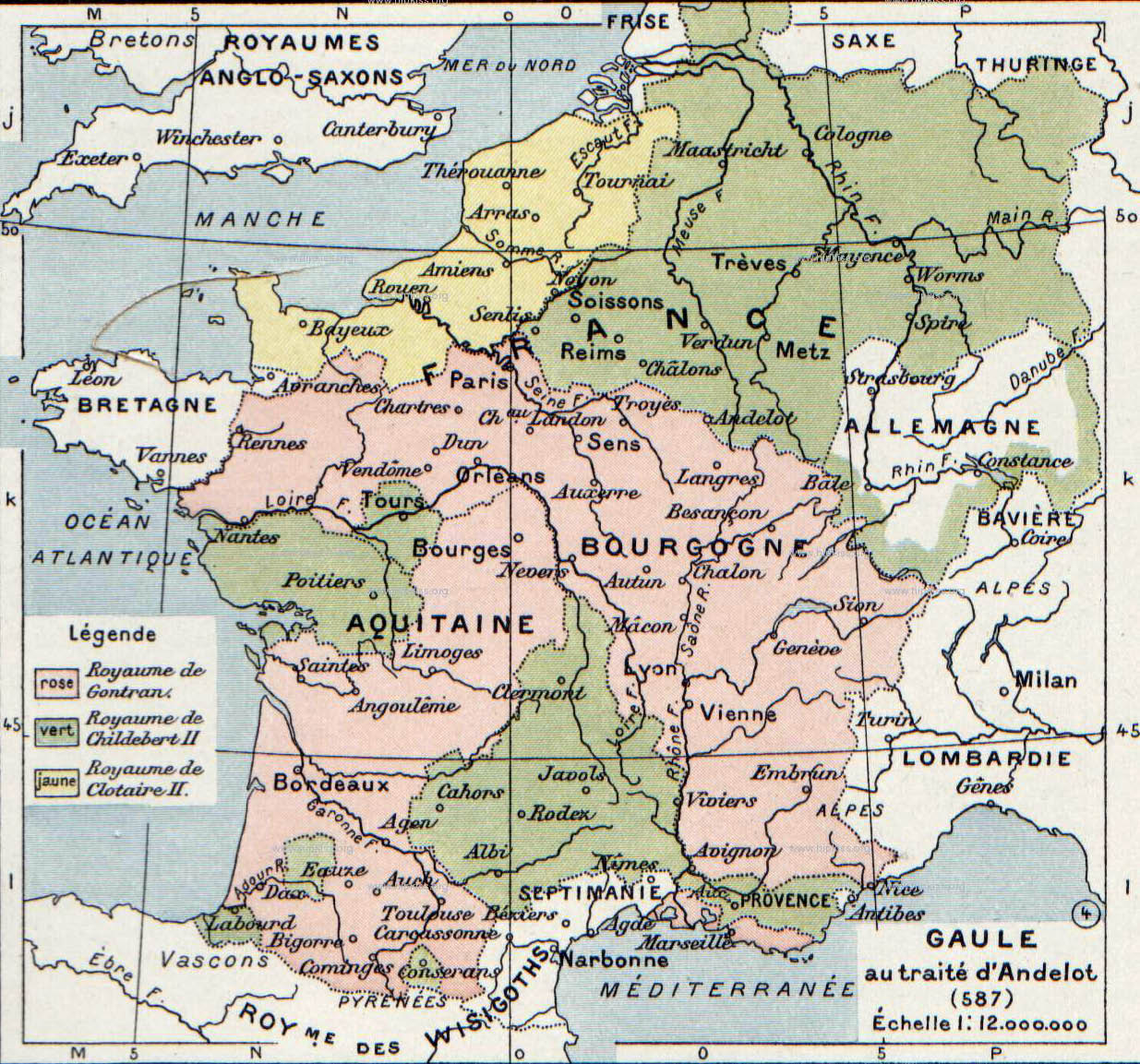
Het Frankische Rijk vanaf 587:

Toen Chilperik I stierf (584), konden Brunhilde en Childebert afrekenen met koningin Fredegonde. Het Austrasische leger kon geheel Aquitanië veroveren, ook delen van Neustrië gingen verloren. Fredegonde vluchtte naar het Hof van Gontram van Bourgondië, een halfbroer van haar overleden echtgenoot. Deze was bereid haar te beschermen tegen de wraak van Brunhilde en Childebert. Een moordpoging op haar nog jonge zoon, Chlotharius II, mislukte.
Omdat Gontram geen opvolgers had, vreesden Brunhilde en Childebert dat hij spoedig Chlotharius zou adopteren. Uiteindelijk adopteerde hij Childebert, in ruil voor grote delen van Aquitanië en Neustrië (het Verdrag van Andelot, 587). Hierdoor erfde Childebert Bourgondië in 592, maar zelf overleed hij al in maart 596. Hij was slechts 26 jaar oud.

## Nakomelingen
Uit zijn wettige huwelijk werden vier kinderen geboren, waaronder Theuderik II. Een maîtresse die niet bij naam gekend is, beviel van Theudebert II. Theuderik werd koning van Bourgondië, Theudebert werd koning van Austrasië. Door het uitsterven van hun familietakken zouden alle Frankische deelrijken herenigd worden door Chlotharius II.